# Deaf to Our Prayers
Deaf to Our Prayers è il quinto album del gruppo metalcore tedesco Heaven Shall Burn pubblicato nel 2006 dalla Century Media.
È stato pubblicato anche in edizione limitata, insieme a un DVD contenente un intero concerto e il video di "The Weapon They Fear", canzone inclusa nel precedente album.
Della canzone "Counterweight" è stato girato un video.

## Tracce
1. Counterweight – 4:22
2. Trespassing the Shores of Your World – 5:20
3. Profane Believers – 3:38
4. Stay the Course – 3:58
5. The Final March – 4:08
6. Of No Avail – 4:59
7. Armia – 5:52
8. MyBestFriends.com – 4:54
9. Biogenesis - Undo Creation – 3:56
10. Dying in Silence – 4:22
11. The Greatest Gift of God – 2:42

## Formazione
- Marcus Bischoff - voce
- Maik Weichert - chitarra
- Alexander Dietz - chitarra
- Eric Bishoff - basso
- Matthias Voigt - batteria